# Peter Rohde (labdarúgó)
Peter Rohde (Rostock, Német Demokratikus Köztársaság, 1949. november 18. –) német labdarúgó-középpályás, edző.
1. ↑  transfermarkt.com. transfermarkt.com